# Aedh Ua Conchobair
Aedh mac Cathal Crobdearg Ua Conchobair (reinó 1224–1228) fue Rey de Connacht.

## Príncipe de Connacht
- M1210.7 Los hijos de Roderic O'Conor y Teige, el hijo de Conor Moinmoy, acompañado por algunas gentes de los Annaly, cruzó hacia el Shannon, desde el este, a los Tuathas, y se llevó una presa con ellos a lo salvaje de Kinel-Dofa. Hugh, el hijo de Cathal Crovderg, les persiguió; y hubo una batalla entre ellos, en la que los hijos de Roderic fueron derrotados, y otra vez empujados hacia el este a través del Shannon, dejando alguno de sus hombres y caballos detrás.

## Rey de Connacht
Extractos de los Anales de Connacht en Aedh:
"1224: Aed O Conchobair su hijo reiaó después de él; ya que él había sido rey en efecto por el lado de su padre y ya tenía rehenes de todo Connacht. Y dios le concedió este reino, ya que ningún delito fue cometido en Connacht en el momento de su ascensión salvo un robo en el camino a Cruach, y las manos y pies del ladrón fueron cortados, y la violación de una mujer por el hijo de O Mannachan, que fue cegado enseguida por la ofensa."
"Los hijos de Hugo [de Lacy] vinieron a Irlanda a pesar del Rey de Inglaterra, y su llegada produjo agresiones de guerra y dispersión entre los Extranjeros de Irlanda, hasta que estos se sublevaron contra ellos y se vieron conducidos a buscar la protección de Aed O Neill rey de Ailech. Entonces los Extranjeros y Gaélicos de Irlanda reclutaron un ejército para atacarles: Aed mac Cathail Chrobdeirg rey de óConnacht, Donnchad Cairbrech O Briain rey de Thomond, Diarmait Cluasach (el de las orejas largas) Mac Carthaig rey de Desmond y los hombres principales de Irlanda generalmente, excepto los Cenél nEógain y Cenél Conaill. Avanzaron hasta Muirthemne y Dundalk y desde aquella posición reclamaron rehenes y garantías a los hijos de Hugo y Aed O Neill. Pero él partió con los Extranjeros y los Gaélicos, y ellos se apostaron en grupo en los pasos de Sliab Fuaid y las entradas de Emain y Fid Conaille y desafiaron ataques en estas posiciones. Pero los Extranjeros de Irlanda, cuando vieron que iban a tener protección, decidieron hacer la paz y acuerdos con William [de Lacy] y los Condes para aceptar la concesión del Rey de Inglaterra como condiciones de paz: así que se desbandaron y abandonaron sus posiciones sin haber extraído acuerdos o tributo de Aed O Neill."
"Aed mac Cathail Chrobdeirg marchó con una gran fuerza al castillo de Ard Abla en Tethba. Prevalecieron contra él, quemando y matando a todo Extranjero y Gaélico que encontraron allí dentro."
"1226:Una gran rebelión grande fue levantada por Toirrdelbach y Aed, hijos de Ruaidri [O Conchobair], y Aed O Neill, para disputar la corona de la provincia de Aed mac Cathail Chrobdeirg. Esto fue hecho a instancias de de Donn Oc MacAirechtaig, jefe real de Sil Murray, que deseaba vengarse por las confiscaciones de su tierra y patrimonio; y cuándo rebeló la totalidad de Connacht—Sil Murray y Connacht Occidental con Aed O Flaithbertaig su rey que—excepto sólo Mac Diarmata, Cormac hijo de Tomaltach.
"1228:Aed hijo de Cathal Crobderg O Conchobair, Rey de Connacht por espacio de cuatro años, como el poeta, Donnchad Baccach hijo de Tanaide O Mailchonaire, dice: ‘Rathcroghan de las batallas, morada de la hija de Eochu, fue por cuatro años—aquí es ningún luto—la morada de Aed hijo de Cathal Crobderg', fue asesinado con un golpe de hacha de carpintero en la corte de Geoffrey de Mareys mientras la mujer del carpintero le bañaba; y el hombre que le golpeó abajo fue colgado por Geoffrey al día siguiente. Esta acción de traición fue hecha por este justo y excelente príncipe por instigación de los hijos de Hugo de Lacy y de William hijo del Justiciar. Y se dice que el carpintero le golpeó por celos, porque no había en Irlanda un hombre de molde más justo o coraje más vivo que él.

## Descendencia
Aedh tuvo cinco hijos y una hija. Estos incluyeron;
- Ruaidrí Ó Conchobair, abuelo de Aedh Ó Conchobair
- Una Ní Conchobair, mujer de Robert de Gernon

| Precedido por Cathal Crobhdearg Ua Conchobair | Rey de Connacht 1224–1228 | Sucedido por Aedh mac Ruaidri Ua Conchobair |